# Margarete von Burgund (1250–1308)

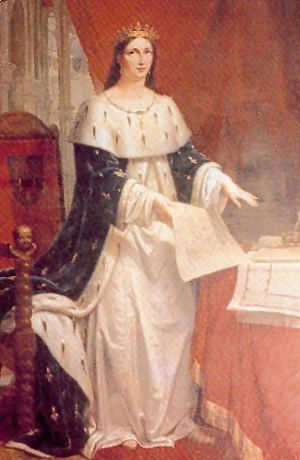
Margarete von Burgund

Margarete von Burgund (* 1250; † 4. September 1308) war Gräfin von Tonnerre von 1262 bis 1309, sowie durch Ehe Königin von Sizilien (1268 bis 1282) und Neapel (1282 bis 1285).
Sie war eine von vier Töchtern des Odo von Burgund (* 1230; † 1269) und der Mathilde II. von Bourbon, Gräfin von Nevers, Auxerre und Tonnerre.
1268 heiratete sie als dessen zweite Ehefrau Karl von Anjou (* 1226; † 1285), König von Sizilien, 1282 König von Neapel, Titularkönig von Jerusalem, Graf von Anjou, Maine, Provence und Forcalquier.
1273 erlangte sie nach langen Rechtsstreit die Grafschaft Tonnere aus dem Nachlass ihrer 1262 gestorbenen Mutter.
Nachdem ihr Gatte 1285 gestorben war, zog sie sich, begleitet von zwei Verwandten, Margarete von Brienne (Witwe des Grafen Bohemund IV. von Tripolis) und Catherine de Courtenay, auf ihre französischen Besitzungen in Tonnerre zurück. Dort gründete sie das Hospice de Fontenilles, das spätere Hôtel-Dieu de Tonnerre, und stattete es mit ausreichenden Einkünften aus.
Da sie keine Kinder hatte, vermachte sie Tonnerre ihrem Großneffen Johann II. von Chalon (* 1292; † 1362, Haus Chalon). Sie wurde im Hospice des Fontenilles bestattet.